# Умпила
Умпила (Umpila) — язык аборигенов Австралии, или даже диалектный континуум, который распространён на полуострове Кейп-Йорк штата Квинсленд в Австралии.

## Разновидности
Главные разновидности умпила, которые считаются диалектами или отдельными языками:
- Кантю (Gandanju, Gandju, Jabuda, Kaantyu, Kamdhue, Kandju, Kandyu, Kanju, Kanyu, Karnu, Neogulada, Yaldiye-Ho). Распространён в центральной части Кейп-Йорка штата Квинсленд.
- Кууку-лю (Kuuku Iyu). Вымер.
- Кууку-яни (Kuuku Yani). Вымер.
- Кууку-яу (Bagadji, Gugu Yau, Koko-Ja’o, Kokoyao, Kuuku-Ya’u, Pakadji, Ya’o). Распространён на северо-востоке полуострове Кейп-Йорк, к югу от залива Темпл, штата Квинсленд.
- Умпила (Northeastern Paman, Umpila). Распространён на Кейп-Сидмоут к северу от острова Найт
- Уутаалнгану (Uutaalnganu). Вымер.

## Жестовый язык
У языка умпила хорошо развита жестовая форма.